# Arcángel Gabriel
En las religiones abrahámicas, Gabriel (en hebreo: גַּבְרִיאֵל‎, romanizado: Gavri’el, lit. 'Dios es mi fuerza' o 'fuerza de Dios'  en griego, Γαβριήλ, Gabriēl; en árabe, جبريل, Jibrīl o جبرائيل Jibrāʾīl) es un arcángel que, normalmente, hace de mensajero enviado por Dios a determinadas personas.
Gabriel es mencionado en el Antiguo y el Nuevo Testamento de la Biblia. En el Libro de Daniel, se le llama "el hombre Gabriel", Gabriel no es llamado arcángel en la Biblia, pero es llamado así en las obras del periodo intertestamentario, como el Libro de Enoc. En las Iglesias católica, anglicana y ortodoxa a Gabriel se le da el tratamiento de arcángel y de santo, junto con Miguel y Rafael.
Para el Islam, Gabriel es el ángel de la revelación, ya que Dios mismo reveló el Corán al profeta Mahoma a través del ángel Gabriel.

## Etimología
La palabra “arcángel” viene del griego koiné ἀρχάɣɣελος (archángelos), palabra compuesta del antiguo prefijo griego ἀρχ- (arc-), o en otra forma del prefijo ἄρχω (archo) que significa “que gobierna, que dirige, que comanda, que lidera” + ἄɣɣελος (ángelos) que significa “mensajero”. Por consiguiente, su significado es el de ‘ángel jefe’, ‘ángel principal’, ‘capitán de los ángeles’ o ‘uno de los primeros ángeles’.   
El nombre “Gabriel” proviene del hebreo “Gavri’el” (גַּבְרִיאֵל), que se traduce como “Dios es mi fuerza” o “fuerza de Dios”. Está compuesto por dos partes: “gever” (גֵּבֶר), que significa “hombre” o “fuerza”, y “El” (אֵל), que significa “Dios”.    
Véase : Otros nombres con prefijo El.

## Judaísmo
Gabriel, es interpretado por los rabinos talmúdicos como el "hombre vestido de lino" mencionado en el Libro de Daniel y el Libro de Ezequiel. El judaísmo talmúdico entiende que el ángel del Libro de Ezequiel, que fue enviado a destruir Jerusalén, es Gabriel. La función de Gabriel  en el 'Libro de Daniel' es la de interpretar las visiones de Daniel, este es un rol que ha mantenido en la literatura posterior. De acuerdo con la Enciclopedia Judía, Gabriel adquiere la forma de un hombre y se sienta a la izquierda de Dios. Shimon ben Lakish (Siria Palestina, siglo III) concluyó que los nombres de los ángeles Miguel, Rafael y Gabriel provienen del exilio babilónico (Gen. Rab. 48:9).
En la Cábala, Gabriel es identificado con el sefirot de Yesod. Gabriel tiene también un papel importante como uno de los arcángeles de Dios en la literatura de la Cábala. Ahí, Gabriel es retratado como alguien que obra de acuerdo con Miguel en la corte de Dios. A Gabriel no se le reza porque solamente Dios puede responder a las oraciones y Él es quien envía a Gabriel como su agente.
De acuerdo con la mitología judía, en el Jardín del Edén hay un árbol de la vida o un "árbol de las almas" que florece y produce nuevas almas,que caen en el Guf, el "Tesoro de Almas". Gabriel busca en ese tesoro y saca la primera alma que le viene a la mano. Entonces Lailah, el Ángel de la Concepción, vigila el embrión hasta su nacimiento.

## Literatura intertestamentaria
En el periodo intertestamentario (en torno al 200 a. C. al 50 d. C.) se produjo mucha literatura, sobre todo del género apocalíptico. Los nombres y los escalafones de ángeles y demonios eran muy divulgados, y cada uno tenía un deber particular y un estatus ante Dios.
En el Libro de Enoc 9:1-3, Gabriel, junto con Miguel, Uriel y Sariel, "vieron mucha sangre derramada sobre la tierra" (9:1) y oyeron a las almas de los hombres llorar, "llevando nuestra causa ante el Altísimo" (9:3). En Enoc 10:1 viene la respuesta del "Altísimo, el Sagrado, el Grande", el cual envía a cuatro agentes, entre los que está Gabriel.

Y el Señor le dijo a Gabriel: "Proceded contra los bastardos y los réprobos, y en contra de los hijos de fornicación; y destruid [a los hijos de la fornicación y a] los hijos de los Vigilantes de entre los hombres [y a la causa que persigan]: enviadlos los unos contra los otros para que puedan destruirse mutuamente en la batalla, porque no se prolongarán sus días"
Enoc, 10:9

Gabriel es el quinto de los cinco ángeles que vigilan: "Gabriel, uno de los ángeles sagrados, está sobre el Paraíso, sobre las serafines y sobre los querubines." (Enoc, 20:7) Enoc preguntó quiénes eran las cuatro figuras que había visto Dios le contestó:

"El primero es Miguel, el misericordioso y gran sufridor: y el segundo, que está por encima de todas las enfermedades y de todas las heridas de los hijos de los hombres, es Rafael: y el tercero, que está por encima de todos los poderes, es Gabriel: y el cuarto, que está sobre el arrepentimiento y la esperanza de los que heredan la vida eterna, es Phanuel" Y esos son los cuatro ángeles del Señor de los Espíritus y las cuatro voces que yo oí en estos días.
Enoc, 40:9

## Cristianismo

### Antiguo Testamento
Gabriel, "alguien que aparenta ser un hombre" interpreta las visiones de Daniel. Daniel "se asustó y cayó postrado". Gabriel le habla a Daniel mientras que él está profundamente dormido. Daniel está cansado y enfermo unos días después de estar con Gabriel. En el capítulo 9, versículos 20-21, Gabriel se le aparece de nuevo a Daniel mientras que está orando, dándole una explicación profunda y una respuesta a su oración.

### Nuevo Testamento
Un ángel se le apareció a Zacarías mientras estaba en el templo para anunciarle que su esposa Isabel, que era estéril, iba a tener un hijo. El hijo que nació fue Juan el Bautista. Zacarías era un sacerdote "del grupo de Abías" y que su esposa era "descendiente de Aarón".

Una vez que, con los de su grupo, oficiaba ante Dios, según el ritual sacerdotal, le tocó entrar en el santuario para ofrecer incienso. Mientras todo el pueblo estaba fuera orando durante la ofrenda del incienso, se le apareció un ángel del Señor, de pie a la derecha del altar del incienso. Al verlo, Zacarías se asustó y quedó desconcertado. El ángel le dijo:

-No temas Zacarías, que tu petición ha sido escuchada, y tu mujer Isabel te dará un hijo, a quien llamarás Juan. Te llenará de gozo y alegría y muchos se alegrarán de su nacimiento. Será grande a los ojos del Señor; no beberá vino ni licor. Estará lleno de Espíritu Santo desde el vientre materno y convertirá a muchos israelitas al Señor su Dios. Irá por delante, con el espíritu y el poder de Elías, para reconciliar a los rebeldes con la sabiduría de los honrados; así preparará para el Señor un pueblo bien dispuesto.

Zacarías respondió al ángel:

-¿Qué garantía me das de eso? porque yo soy anciano y mi mujer de edad avanzada.

Le replicó el ángel:

-Yo soy Gabriel, que sirvo a Dios en su presencia: me ha enviado a hablarte, a darte esta Buena Noticia. Pero mira, quedarás mudo y sin poder hablar hasta que eso se cumpla, por no haber creído mis palabras que se cumplirán a su debido tiempo.
Evangelio de Lucas. Capítulo 1.

Tras oficiar durante una semana regresó a su casa (en Hebrón) con su mujer, Isabel, que quedó embarazada. En el sexto mes de embarazo de Isabel, Gabriel se le aparece a María para anunciarle que será la madre de Jesús.

El sexto mes envió Dios al ángel Gabriel a una ciudad de Galilea llamada Nazaret, a una virgen prometida a un hombre llamado José, de la familia de David; la virgen se llamaba María. Entró el ángel a donde estaba ella y le dijo:

-Alégrate, llena de gracia, el Señor está contigo.

Al oírlo ella quedó desconcertada y se preguntaba qué clase de saludo era aquel.

El ángel le dijo:

-No temas, María, que gozas del favor de Dios. Mira, concebirás y darás a luz un hijo, a quien llamarás Jesús. Será grande, llevará el título de Hijo del Altísimo; el Señor Dios le dará el trono de David, su padre, para que reine sobre la Casa de Jacob por siempre y su reino no tenga fin.

María respondió al ángel:

-¿Cómo sucederá eso si no me he unido a un hombre?

El ángel le respondió:

-El Espíritu Santo vendrá sobre ti y el poder del Altísimo te cubrirá con su sombra; por eso, el consagrado que nazca llevará el título de Hijo de Dios. Mira, también tu pariente Isabel ha concebido en su vejez, y la que se consideraba estéril está ya de seis meses. Pues nada es imposible para Dios.

Respondió María:

-Yo soy la sirvienta del Señor, que se cumpla en mi tu palabra.

El ángel la dejó y se fue.
Evangelio de Lucas. Capítulo 1.

Los únicos ángeles nombrados en el Nuevo Testamento, además de Gabriel, son el arcángel Miguel y Rafael. Gabriel y Rafael no son llamados arcángeles en la Biblia. La Biblia advierte a los creyentes expresamente que no sigan a los que dan culto a los ángeles.

### El cuerno de Gabriel
El tropo de Gabriel haciendo sonar una trompeta para indicar el regreso del Señor a la Tierra es habitual. No obstante, aunque la Biblia menciona un soplido de trompeta antes de la resurrección de los muertos, no se especifica que Gabriel sea el trompetista. Hay diferentes pasajes diciendo cosas distintas: los ángeles del Hijo del Hombre; la voz del Hijo de Dios, la trompeta de Dios; siete ángeles hacen sonar una serie de trompetas; o simplemente el sonido de una trompeta.
En tradiciones relacionadas, no se identifica a Gabriel como el trompetista. En el judaísmo, las trompetas son importantes, pero parece que es Dios el que las hace sonar, o algunas veces Miguel. En el zoroastrismo no hay trompetas en el juicio final. En la tradición islámica, el que hace sonar la trompeta es Israfil, que no se le nombra en el Corán. Los Padres de la Iglesia cristiana no mencionan a Gabriel como el trompetista.
Las identificaciones más antiguas de Gabriel como el trompetista vienen del año 1455, en el arte bizantino. Un manuscrito armenio muestra una ilustración de Gabriel haciendo sonar la trompeta cuando se produce la resurrección de los muertos de sus tumbas. Dos siglos después tuvo lugar la primera aparición de Gabriel como el trompetista en la cultura anglosajona, en la obra El paraíso perdido (1667) de John Milton.
El cuerno de Gabriel también hace su aparición en la canción espiritual The Eyes of Texas de 1903. También es habitual en la música espiritual de las personas afroamericanas.

### Días festivos en la historia
El día de San Gabriel Arcángel fue exclusivamente celebrado el día 18 de marzo según lo muestran muchas fuentes entre los años 1608 y 1921.  Con excepción de una fuente publicada en el año 1856, el cual aparenta ser nombrado por excepción en el "Directorio, Registro y Almanaque Eclesiástico" (The Catholic Directory, Ecclasiastical Register, and Almanac), para conmemorarse el día 7 de abril. La fecha de 18 de marzo aparece en paréntesis, lo que puede indicar que era quizás una excepción temporaria.  La fuente más antigua que se ha hallado, fue publicada en 1608 y tiene como nombre "Flos sanctorum y Historia general de la vida y hechos, de Iesu Christo, Dios y ſeñor nuestro y de todos los sanctos de que reza y haze fiesta la Yglesia Catholica, conforme al Breuiario Romano...", el mismo libro fue actualizado en el año 1794. "La Leyenda de Oro para cada día del año" es una fuente publicada en 1853, la cual menciona el día 18 de marzo como día de San Gabriel Arcángel de nuevo.
En 1886 el "Record Eclesiástico Irlandés" (The Irish Ecclesiastical Record) vuelve a nombrar el 18 de marzo como el día festivo de San Gabriel Arcángel.
En 1886 el libro llamado: "The Bible, the Missal, and the Breviary: Or, Ritualism Self-Illustrated in the Liturgical Books of Rome, Containing the Text of the Entire Roman Missal, Rubrics, and Prefaces" volumen 2, también pone al 18 de marzo como día de conmemoración del Arcángel Gabriel. Otra fuente fechada en 1910 el "Manual de Doctrina Cristiana" (Manual of Christian Doctrine) vuelve a nombrar el 18 de marzo como el día festivo de San Gabriel Arcángel.
Se conoce al menos una obra de arte atribuyendo al 18 de marzo como fecha de San Gabriel Arcángel Años después fue incluido en el calendario romano en 1921 para su celebración el 24 de marzo. Se desconoce si ese fue otro cambio temporario ya que no hay fuentes impresas con el hecho. 
Finalmente en 1969, fue transferido al 29 de septiembre para que fuera celebrado junto al día de san Miguel y de san Rafael.  La Iglesia de Inglaterra también ha adoptado el 29 de septiembre, conocido como "Michaelmas".
La Iglesia ortodoxa y las iglesias orientales que siguen rito bizantino celebran esta festividad el 8 de noviembre (para aquellas iglesias que siguen el calendario juliano el 8 de noviembre cae el 21 de noviembre del moderno calendario gregoriano, habiendo una diferencia de trece días). La Iglesia Ortodoxa conmemora a Gabriel también el 26 de marzo, que es el día de la "Synaxis del arcángel Gabriel" y celebra su papel en la Anunciación. El 13 de julio de también es conocido como la "Synaxis del arcángel Gabriel" y celebra todas sus apariciones y los milagros atribuidos a san Gabriel a lo largo de toda la historia. La festividad fue establecida por primera vez en el monte Athos, cuando, en el siglo IX, durante el reinado del emperador bizantino Basilio II y del emperador Constantino VII Porfirogéneta, y mientras Nicolás II era patriarca de Constantinopla, el arcángel apareció en una celda cerca de Karyés, y escribió con su dedo en una piedra el himno mariano theotokos.
La Iglesia etíope celebra su festividad el 28 de diciembre y hay un gran número de peregrinos a la iglesia dedicada a san Gabriel en Kulubi ese día.

### Patronazgo
El 12 de enero de 1951 el Papa Pío XII nombró al arcángel Gabriel patrono de las telecomunicaciones y trabajadores de la comunicación. Posteriormente, el 9 de diciembre de 1972, fue nombrado patrono de los carteros y empleados de correos por el Papa Pablo VI. Asimismo, al ser conocido popularmente como el "Embajador de Dios", se le conoce también como patrono de los embajadores y diplomáticos.

## Islam
Gabriel (en árabe جبريل, Jibrīl o جبرائيل Jibrāʾīl) es un arcángel venerado como el Ángel de la Revelación en el islam. La Biblia retrata a Gabriel como un mensajero divino enviado a Daniel, María, y Zacarías por lo que la tradición islámica sostiene que Gabriel fue enviado a muchos profetas preislámicos con revelaciones y mandatos, incluyendo a Adán. Los musulmanes dicen que Adán fue consolado por Gabriel tras su descenso a la Tierra.
De acuerdo con la creencia musulmana, Dios reveló el Corán al profeta islámico Mahoma a través del ángel Gabriel, y el capítulo 53 del texto describe al ángel sin nombrarlo, en un pasaje que los comentaristas han interpretado unánimemente como referido a Gabriel. El pasaje en cuestión dice:

Esto no es sino una revelación revelada,

enseñada a él por alguien con mucho poder,

muy fuerte; él se puso de pie

se mantuvo en la parte más alta del horizonte

luego lo cogió y lo mantuvo en un abrazo

a dos nudos de distancia o más cerca

y entonces reveló a Su siervo lo que él reveló
Corán, 53, 4-11

Gabriel también es mencionado muchas veces en el Corán (2, 97 y 66, 4 por ejemplo). En el capítulo 2, versículos 92-96, el Corán menciona a Gabriel junto con Miguel, que también es venerado en el islam. En la tradición musulmana, Gabriel está considerado un arcángel primario. La Exégesis narra que Mahoma vio a Gabriel en su total esplendor angelical solamente dos veces; la primera vez fue cuando recibió su primera revelación.
Los musulmanes también rinden culto a Gabriel por varios eventos históricos que tuvieron lugar antes de la primera revelación. Los musulmanes creen que Gabriel fue el ángel que informó a Zacarías del nacimiento de Juan el Bautista y a María del nacimiento de Jesús:
"El ángel (Gabriel) le dijo (a María) :
-No temas, María, que gozas del favor de Dios. Mira, concebirás y darás a luz un hijo, a quien llamarás Jesús. Será grande, llevará el título de Hijo del Altísimo; el Señor Dios le dará el trono de David, su padre, para que reine sobre la Casa de Jacob por siempre y su reino no tenga fin."
 
Y que Gabriel fue uno de los tres ángeles que informaron por primera vez a Abraham del nacimiento de Isaac. Todos estos eventos se pueden encontrar también en el Corán. Gabriel también hace una famosa aparición en el Hadith de Gabriel, donde pregunta a Mahoma sobre los principios básicos del islam.